# Thrustmaster
La Thrustmaster è un'azienda statunitense che produce periferiche di input per PC. L'azienda è specializzata principalmente nella produzione di joystick per simulatori di volo, volanti per videogiochi di auto. Produce periferiche sotto licenza Airbus, Ferrari e anche la serie di giochi di corsa Gran Turismo.